# Zumatrichia lezarda
Zumatrichia lezarda is een schietmot uit de familie Hydroptilidae. De soort komt voor in het Neotropisch gebied.